# Negreni, Botoșani
Negreni este un sat în comuna Știubieni din județul Botoșani, Moldova, România.

Satul Negreni s-a înființat în jurul anului 1880 cu lucrătorii veniți pe moșia ce o stăpânea Gheorghe Negru, din Mileanca, pe panta nordică a Văii Ibăneasa, în dreapta Bașeului, cu numele "Cotul Negru", cu care este menționat în perioada 1887–1901. Cu numele de Negreni satul este menționat din 1904. Pe locul actual, satul s-a stabilit după anul 1922, căci terenul trecut în stăpânirea țăranilor era aici.

La împroprietărirea din 1919–1922 au primit aici pământ, înafara sătenilor localnici, și locuitori din alte localităti ale fostului județ Dorohoi, care s-au stabilit aici:
•din Corjăuți: Cojocărescu Gh.;
•din Dersca: Constantin Simincu, Vasile Badragan;
•din Havîrna: Gh. Andrișanu, Ioan Suhotei;
•din Pomârla: Spiridon Apalane, Ioan Boghițoi, Costache Maftei, Costache Olariu, Ioan Striblea;
•din Târnauca: Gh. Ailenei, Toader Ailenei;
•din Zvorâștea: Alex. Agrigoroaie, Ilie Agrigoroaie.
Satul și-a luat numele de la cel al stăpânului moșiei, unde s-au organizat primele gospodării, Gheorghe Negru.
La nord-vest de locul unde se află satul Negreni, din 1922, a fost, înainte de anul 1865, satul Chișcăreni, strămutat de stăpânul moșiei Știubieni pe locul actual, la est de satul Știubieni și la vest de satul Petricani.

Biserica ortodoxă din satul Negreni a început să-și desfășoare activitatea din anul 1933 într-o sală a școlii, unde a fost amenajat un paraclis. În anul 1960 s-a construit localul propriu al bisericii, cu pereți din chirpici de lut, cu dușumea de scândură, prin contribuția credincioșilor, care au cumpărat și cele două clopote. Până în anul 1997 biserica din satul Negreni era filială a parohiei Știubieni. Din anul 1998 a fost numit paroh preotul Butnariuc Dumitru, din ianuarie 2001 preotul Ulman Mihai, iar din 28 iunie 2009 până în prezent, preot este Muraru Dan.

În satul Negreni ființează și Biserica Creștină Baptistă, cu circa 70 de membri, cu un local propriu construit în anul 1948 din paiantă (sistem de construcție a pereților unor case, care constă într-un schelet din lemn, având golurile umplute sau acoperite cu diferite materiale: împletituri de nuiele ori șipci tencuite cu lut, chirpici et c.)
La data de 20–iulie–1999 a fost zidit, pe același loc, un alt local din cărămidă, inaugurat cu pastorul Ștefan Moisiuc.

Creștinii după Evanghelie, cu circa 30-35 de membri, cu local propriu, construit în anul 1950 și inaugurat cu predicatorul Emil Nazarie.

Școala din Satul Negreni s-a înființat în anul 1923 și a funcționat în casele unor săteni: învățătorul Costică Striblea, Nică Apalane, Maria Buliga, Mihai Apânzărășoaie, Ion Boghițoi.

Local propriu pentru școală s-a construit între anii 1931–1932, din paiantă.

Localul actual, cu ziduri din cărămidă, s-a construit între anii 1958–1960. De la înființare până în 1958, școala a funcționat cu clasele I-IV, apoi cu clasele I-VII și din 1964, cu clasele I-VIII.
 Acest articol despre o localitate din județul Botoșani este deocamdată un ciot. Puteți ajuta Wikipedia prin completarea lui.